# Festival Internacional de Cine de Karlovy Vary
El Festival Internacional de Cine de Karlovy Vary es uno de los más antiguos festivales de cine del mundo, celebrado anualmente en julio en la ciudad checa de Karlovy Vary.
Marginado durante la época de la Guerra Fría en beneficio del Festival Internacional de Cine de Moscú, recuperó su importancia en la década de 1990 para convertirse en el festival más prestigioso de Europa Central y Oriental.
Los premios del Festival Internacional de Cine de Karlovy Vary se llaman Premios Globo de Cristal.

## Historia

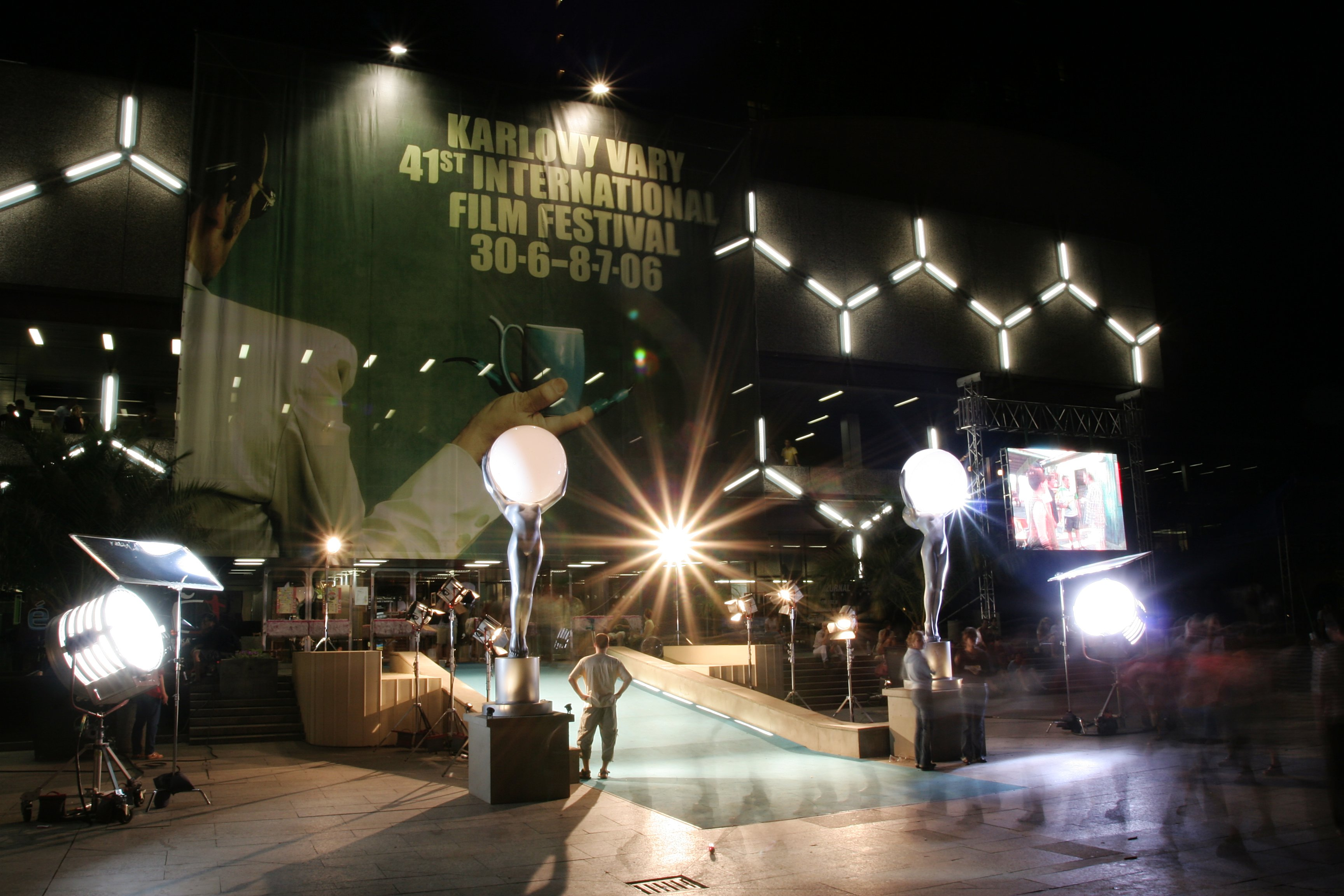
41.ª edición del KVIFF

Si bien hubo intentos de organizar un festival de cine en la entonces Checoslovaquia en el período de entreguerras, no fue hasta 1946 en que se realizó por primera vez en las ciudades de Karlovy Vary y Mariánské Lázně una exhibición, destinada sobre todo a promocionar la recientemente nacionalizada industria cinematográfica checa. En 1948 el festival se trasladó definitivamente a Karlovy Vary, y en 1951 inauguró la sección competitiva, entregando el Globo de Cristal a la mejor película. En 1956 la Federación Internacional de Asociaciones de Productores Cinematográficos (FIAPF) clasificó al festival en la categoría A, reservada para los eventos más selectos.
De acuerdo a las variaciones en la rigidez ideológica del gobierno y las relaciones con la Unión Soviética, el festival atravesó tanto etapas de intensa actividad como fases de estancamiento, motivadas por la imposición del realismo soviético como único modelo válido de práctica artística. La decisión del gobierno de llevar a cabo un solo festival anual de categoría A dentro del bloque soviético llevó a que desde 1959 se realizase sólo en los años pares, alternando con el FICM. Notablemente ricos fueron, sin embargo, los festivales de los años 60, que convocaron a numerosos realizadores occidentales de vanguardia; la brutal intervención soviética en la Primavera de Praga puso fin a esta etapa.
Tras la Revolución de Terciopelo de 1989, el festival atravesó momentos difíciles. El programa de 1990 exhibió numerosos filmes checoslovacos censurados por el régimen durante años, y contó además con la presencia de visitantes de fuste, entre ellos Miloš Forman y Robert De Niro, pero la falta de fondos y el desinterés popular y gubernamental llevaron a pensar que no se realizaría la edición de 1992. Sin embargo, a instancias del municipio de Karlovy Vary, al año siguiente se conformó una fundación —compuesta por el gobierno municipal, el Ministerio nacional de Cultura y el Gran Hotel Pupp— para gestionar la conducción del festival, que volvería a realizarse anualmente tras un largo período de alternar con el FICM. El actor Jiří Bartoška presidió la edición de 1994, y se encargó la dirección del programa a Eva Zaoralová. Desde 1998 la organización está en manos de la compañía Film Servis Festival Karlovy Vary, de propiedad conjunta privada y estatal.
En 1973 el actor español Antonio Ferrandis ganó el primer premio Globo de Cristal de Interpretación Actor Extranjero en el Festival Internacional de Cine de Karlovy Vary en Checoslovaquia, para cuya obtención hubo de competir con el gran actor italiano Marcello Mastroianni, entre otros.
El director y guionista español Agustí Vila ganó el Crystal Globe a la mejor película en el año 2010, en la 45 edición del festival, con la película "La Mosquitera", interpretada por Emma Suárez y Eduard Fernández. El premio lo entregó el actor y director ruso Nikita Mikalhov, Premio de Honor del festival en esa misma edición.

## Programa
El festival presenta varias secciones, entre competiciones y exhibiciones fuera de concurso.
El plato fuerte es la selección competitiva, que, de acuerdo al reglamento de la FIAPF, acoge sólo obras no estrenadas comercialmente ni presentadas en otro festival; está premiada con el Globo de Cristal a la mejor película, así como premios a mejor actor, actriz, director y un premio especial del jurado. También se otorgan premios a realizaciones documentales, tanto corto como medio y largometrajes.
Fuera de programa se presenta una sección de cine experimental —Otra mirada—, una de cine de realizadores independientes —Foro de los independientes&mdash y una de cine producido en el antiguo bloque soviético —Al este del oeste—, así como una selección retrospectiva de la producción checa del año anterior, una retrospectiva temática y una selección de honor de películas premiadas en otros festivales. Desde 2002 se incluye también la Selección de los críticos, una sección auspiciada por la revista cinematográfica Variety en que se presenta la obra de autores noveles.

## Premios desde la Revolución de terciopelo
| Año  | Película                                                  | Director               | País                |
| ---- | --------------------------------------------------------- | ---------------------- | ------------------- |
| 1992 | Krapatchouk                                               | Enrique Gabriel        | Argentina           |
| 1994 | Mi hermano del alma                                       | Mariano Barroso        | España              |
| 1995 | Jízda (El viaje)                                          | Jan Sverák             | República Checa     |
| 1996 | Kavkazskij plennik (El prisionero de las montañas)        | Serguei Bodrov         | Rusia-Kazajistán    |
| 1997 | Ma Vie en Rose (Mi vida en rosa)                          | Alain Berliner         | Francia             |
| 1998 | Le coeur au poing (Corazón callejero)                     | Charles Binamé         | Canadá              |
| 1999 | Ha Chaverim shel Yana (Los amigos de Yana)                | Arik Kaplun            | Israel              |
| 2000 | Eu, tu, eles (Yo, tú, ellos)                              | Andrucha Waddington    | Brasil              |
| 2001 | Le fabuleux destin d’Amélie Poulain (Amélie)              | Jean-Pierre Jeunet     | Francia             |
| 2002 | Rok Dábla (El año del demonio)                            | Petr Zelenka           | República Checa     |
| 2003 | La finestra di fronte (La ventana de enfrente)            | Ferzan Özpetek         | Turquía             |
| 2004 | Certi bambini (Un cuento de niños)                        | Andre y Antonio Frazzi | Italia              |
| 2005 | Mój Nikifor (Nikifor mío)                                 | Krzysztof Krauze       | Polonia             |
| 2006 | Sherrybaby                                                | Laurie Collye          | EE. UU.             |
| 2007 | Mýrin                                                     | Baltasar Kormákur      | Islandia / Alemania |
| 2008 | Frygtelig Lykkelig                                        | Henrik Ruben Genz      | Dinamarca           |
| 2009 | Un ange à la mer                                          | Frédéric Dumont        | Canadá / Bélgica    |
| 2010 | La mosquitera                                             | Agustí Vila            | España              |
| 2011 | Boker tov adon fidelman                                   | Yossi Madmoni          | Israel              |
| 2012 | The Almost Man                                            | Martin Lund            | Noruega             |
| 2013 | A nagy füzet                                              | János Szász            | Hungría             |
| 2014 | Simindis k'undzuli                                        | Giorgi Ovashvili       | Georgia             |
| 2015 | Bob and the Trees                                         | Diego Ongaro           | Estados Unidos      |
| 2016 | Ernelláék Farkaséknál                                     | Szabolcs Hajdu         | Hungría             |
| 2017 | Křižáček                                                  | Václav Kadrnka         | República Checa     |
| 2018 | Îmi este indiferent dacă în istorie vom intra ca barbari) | Radu Jude              | Rumania             |